# Zahorčice (Strakonicei járás)
Zahorčice falu és önkormányzat (obec) Csehország Dél-csehországi kerületének Strakonicei járásában. Területe 3,63 km², lakosainak száma 63 (2008. 12. 31). A falu Strakonicétől mintegy 9 km-re délnyugatra, České Budějovicétől 55 km-re északnyugatra, és Prágától 107 km-re délnyugatra fekszik.
A település első írásos említése 1227-ből származik.

## Nevezetességek
- Aranyelőfordulások a Smolivecké-patak partján.

## Népesség
A település népessége az elmúlt években az alábbi módon változott:
| Lakosok száma | 244  | 293  | 282  | 174  | 105  | 78   | 60   | 62   | 54   | 53   |
|               | 1869 | 1890 | 1921 | 1950 | 1980 | 2001 | 2017 | 2019 | 2022 | 2024 |